# Tejmuraz II
Tejmuraz II (ur. 1700, zm. 1762 w Astrachaniu lub w Petersburgu) – król Kachetii w latach 1744-1745, a następnie król Kartlii w latach 1745-1762.
Tron Kachetii objął w 1744, wskazany przez władcę perskiego Nadira Szaha Afszara. Tejmuraz II musiał zgodzić się na dalszą obecność perskich oddziałów wojskowych w Kachetii, zdołał jednak skłonić je do powstrzymania się od plądrowania kraju. Z kolei bezwzględne postępowanie Persów w sąsiedniej Kartlii doprowadziło do wybuchu powstania, któremu Nadir Szah Afszar, zajęty innymi sprawami politycznymi, nie był w stanie skutecznie przeciwdziałać. Zgodził się natomiast, by Tejmuraz II został królem Kartlii, podczas gdy królestwo Kachetii miał objąć jego syn Herakliusz II. Koronacja Tejmuraza II odbyła się w katedrze Sweti Cchoweli, 1 października 1745. Była to pierwsza od 1632 koronacja władcy Kartlii wyznającego chrześcijaństwo.
Tejmuraz II i Herakliusz II blisko współpracowali, co sprawiło, że mimo nominalnego utrzymania podziału między Kartlią i Kachetią oba państwa wschodniogruzińskie zostały faktycznie zjednoczone. Przeprowadzili liczne reformy wewnętrzne w zakresie wojskowości, sądownictwa, gospodarki. W latach 1747–1749 król Kartlii przebywał w Persji, gdzie wykorzystując wewnętrzny zamęt po zamordowaniu Nadira uzyskał podporządkowanie Kartlii i Kachetii Borczalo. Przed 1755 wygnał z Gruzji duchowieństwo katolickie. 
W 1758 Tejmuraz II i Herakliusz II zawarli układ z królem Imeretii Solomonem I, w którym zobowiązywali się do wzajemnej pomocy w razie agresji tureckiej lub perskiej przeciwko rządzonym przez nich państwom. Mimo tego sytuacja Kartlii i Kachetii była ciągle niestabilna, co skłoniło Tejmuraza II do poszukiwania sojusznika w Rosji. W 1760 król Kartlii osobiście wyjechał na spotkanie z carem. Proponował mu nawet wystąpienie Gruzinów przeciwko Persji i wykorzystanie armii gruzińskiej do osadzenia na tamtejszym tronie kandydata wskazanego przez Rosję. Car nie zobowiązał się jednak do wspierania Gruzji. Tejmuraz II zmarł w Rosji i został pochowany w soborze Zaśnięcia Matki Bożej w Astrachaniu.